# Союз (политическая партия)
Сою́з — украинская политическая партия. Первый лидер — Лев Миримский.

## История
Была создана в 1997 году по инициативе депутатов группы «Республика» Верховного Совета Крыма на основе Крымской партии.
С момента основания она объявила своей задачей вхождение Украины в межгосударственный союз с Россией и Белоруссией, федеративно-земельное устройство Украины и равноправный статус украинского и русского языков.
На парламентских выборах 1998 года партия получила около 1 % голосов по стране и 10 % — в Крыму.
Затем трижды участвовала в парламентских выборах в составе избирательных блоков.
На парламентских выборах 2006 года партия «Союз» вместе с партиями «Социалистическая Украина», «Отчизна» и Славянской партией образовали избирательный блок «За союз», который набрал 0,2 % голосов и не прошёл в парламент.
10 августа 2007 на съезде партии «Союз» было принято решение о создании блока КУЧМА для участия в досрочных парламентских выборах. В блок вошла также партия «Центр». По словам Льва Миримского, название блока «КУЧМА» является аббревиатурой, которая расшифровывается как «Конституционность, Украина, Честь, Мир, Антифашизм».
На Х партсъезде в дек. 2009 года, проведенном в Симферополе, было 245 делегатов из 19 регионов Украины.
На президентских выборах-2010 партия решила не поддерживать на выборах Президента Украины ни одного из кандидатов.
По словам лидера партии Миримского в интервью в августе 2010 года: «Наша программа принципиально не изменялась с момента основания партии… „Союз“ по-прежнему будет добиваться федерализации страны, считая это единственным вариантом для комфортного развития всех регионов. Мы настаиваем на экономической самостоятельности автономии. Мы настаиваем на равном статусе украинского и русского языков». Миримский также вспоминал о себе: «Я мог бы и дальше заниматься бизнесом, но всех денег не заработаешь и уж тем более — не потратишь… я стал финансово самодостаточным, но ситуация в стране мне не нравилась. Поэтому в 1994 году я пошел в первый раз в парламент, чтобы посмотреть, можно ли что-то изменить. Уже там понял, что один человек, даже самый энергичный, не добьется цели, и в 1996 году с единомышленниками организовал Крымскую партию, которая в 1997 году была преобразована во всеукраинскую партию „Союз“. В парламенте Украины я проработал три срока, и мне абсолютно не стыдно за свою деятельность. Я отстаивал и отстаиваю интересы крымчан — и на государственном, и на местном уровне».
4 августа 2012 г. в Симферополе состоялся XI внеочередной съезд всеукраинской партии «СОЮЗ», приуроченный к 15-летию партии.
На 2012 год региональные организации партии зарегистрированы в 17 областях Украины, а также в городах Киев и Севастополь.